# Scott Eastwood
Scott Eastwood (narozený jako Scott Cliton Reeves, * 21. března 1986, Monterey, Kalifornie, Spojené státy americké) je americký herec. Objevil se ve filmech Vlajky našich otců (2006), Gran Torino (2008), Invictus: Neporažený (2009), The Forger (2012), Zpátky ve hře (2012) a Železná srdce (2014). V roce 2013 si zahrál v hororovém filmu Texas Chainsaw 3D, s Britt Robertsonovou se objevil v romantickém filmu Nejdelší jízda (2015). V roce 2016 si zahrál ve filmu Sebevražedný oddíl a o rok později ve filmu Rychle a zběsile 8. Je nejmladší syn herce a režiséra Clinta Eastwood.

## Životopis
Narodil se v Monterey v Kalifornii, ale vyrostl na Havaji. Je synem herce a režiséra Clinta Eastwooda a letušky Jacelyn Reevesové. Má mladší sestru Kathryn Reevesovou (* 2. února 1988) a pět dalších polorodých sourozenců: Kimber Tunisocou, Kyle Eastwooda, Aliston Eastwoodovou, Francesca Fisher-Eastwoodovou a Morgan Eastwoodovou. Střední školu ukončil v roce 2003.
Navštěvoval Loyola Marymount University v Los Angeles, kterou dokončil v roce 2008.

## Kariéra

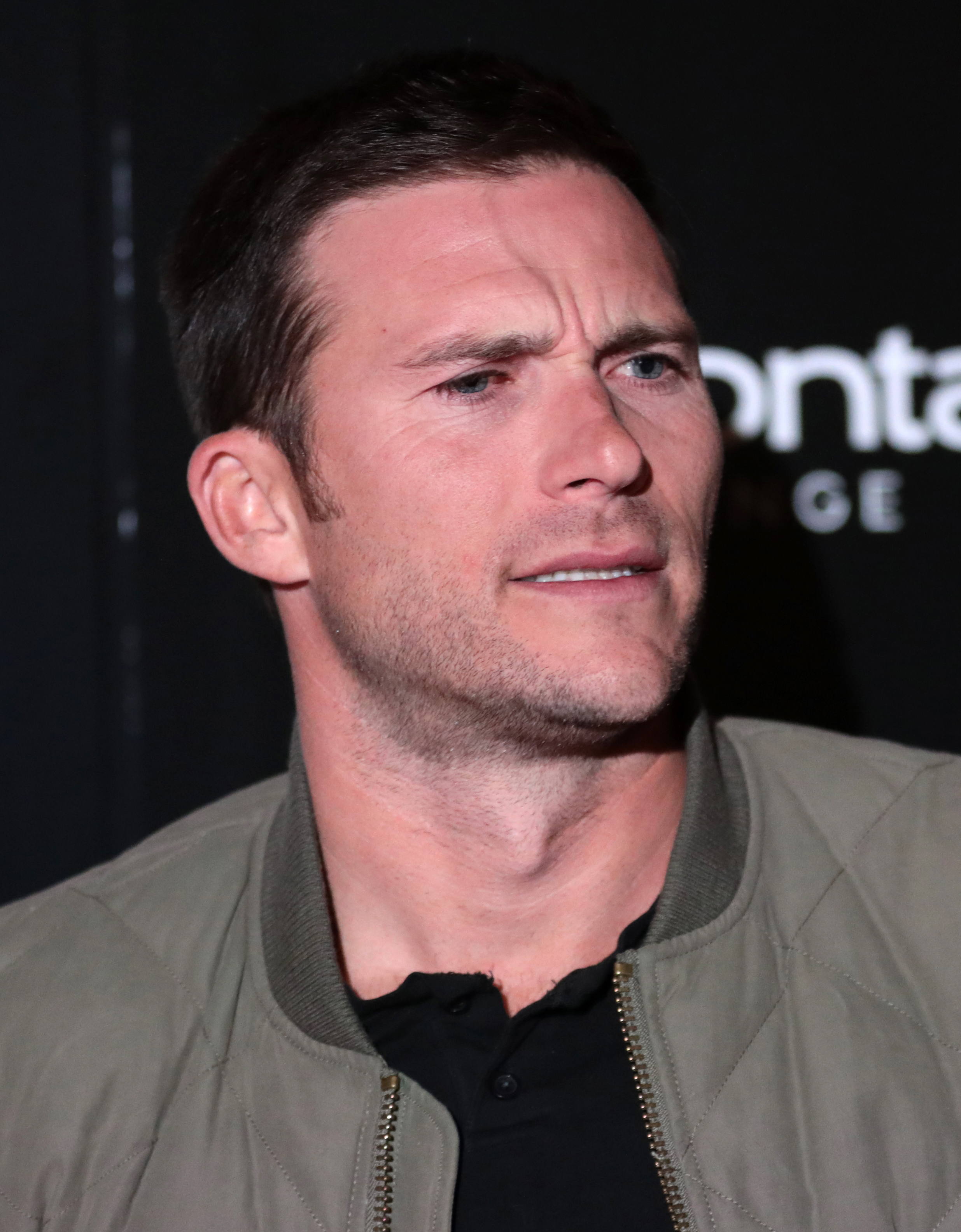
Scott Eastwood v Arizoně (2023)

Svoji kariéru zahájil pod matčiným jménem jako Scott Reeves, i přesto, že existuje stejnojmenný herec. Později přiznal, že objevil sílu jména Eastwood.
V roce 2008 se objevil ve filmu Gran Torino, který režíroval jeho otec. Jako Joel Stransky se objevil ve filmu Invictus: Neporažený (2009). V dubnu 2010 si zahrál hlavní roli ve filmu Enter Nowhere. Vedlejší roli si zahrál ve filmu Železná srdce (2014).
Po boku Britt Robertsonové si zahrál Luka Collinse ve filmové adaptaci románu Nicholase Sparkse Nejdelší jízda, která měla premiéru v dubnu 2015. Za roli získal nominaci na Teen Choice Award.
Po boku Josepha Gordon-Levitta a Shailene Woodley si zahrál ve filmu Snowden. Film měl premiéru v prosinci 2015. V srpnu 2016 měl premiéru film Sebevražedný oddíl, inspirována DC Comics.V roce 2017 si zahrál ve filmu Rychle a zběsile 8 a Extrémní rychlost. Získal roli ve sci-fi filmu Pacific Rim: Povstání.

## Filmografie

### Film
| Rok  | Název                             | Role               | Poznámky |
| ---- | --------------------------------- | ------------------ | -------- |
| 2004 | Nakládačka                        | Steve Mixer        |          |
| 2006 | Vlajky našich otců                | Roberto Lundsford  |          |
| 2007 | Americký zločin                   | Eric Destroy       |          |
| 2007 | Pride                             | Jake Ballers       |          |
| 2008 | Player 5150                       | Brian Vicks        |          |
| 2008 | Gran Torino                       | Trey Harmful       |          |
| 2009 | Duha v srdci                      | Joey Milton        |          |
| 2009 | Invictus: Neporažený              | Joel Stransky      |          |
| 2011 | Enter Nowhere                     | Tom Deep           |          |
| 2011 | The Lion of Judah                 | Jack Leones        |          |
| 2012 | The Forger                        | Ryan Felter        |          |
| 2012 | Zpátky ve hře                     | Billy Clark        |          |
| 2013 | Texaský masakr motorovou pilou 3D | Deputy Hartman     |          |
| 2014 | Železná srdce                     | Seržant Miles      |          |
| 2014 | Dawn Patrol                       | John Piper         |          |
| 2015 | Nejdelší jízda                    | Luke Collins       |          |
| 2015 | Diablo                            | Jackson            |          |
| 2015 | Snowden                           | Trevor             |          |
| 2015 | Smyčka se stahuje                 | Mitch Davis        |          |
| 2016 | Sebevražedný oddíl                | GQ Edwards         |          |
| 2016 | Pod rouškou noci                  | Danny Coughlin     |          |
| 2017 | Extrémní rychlost                 | Andrew Foster      |          |
| 2017 | Walk of Fame                      | Drew               |          |
| 2017 | Rychle a zběsile 8                | agent Eric Reisner |          |
| 2018 | Pacific Rim: Povstání             | Nate Lambert       |          |
| 2021 | Rozhněvaný muž                    | Jan                |          |

### Televize
| Rok  | Název        | Role                | Poznámky              |
| ---- | ------------ | ------------------- | --------------------- |
| 2013 | Chicago Fire | Strážník Jim Barnes | 2 díly                |
| 2014 | Chicago P.D. | Strážník Jim Barnes | díl: „Stepping Stone“ |

### Hudební video
| Rok  | Název            | Umělec       |
| ---- | ---------------- | ------------ |
| 2015 | „Wildest Dreams“ | Taylor Swift |

## Ocenění a nominace
| Rok  | Ceremoniál                      | Ocenění                                  | Práce              | Výsledek  |
| ---- | ------------------------------- | ---------------------------------------- | ------------------ | --------- |
| 2014 | National Board of Review Awards | nejlepší obsazení                        | Železná srdce      | vítězství |
| 2015 | Teen Choice Awards              | nejlepší filmový herec: drama            | Nejdelší jízda     | vítězství |
| 2015 | Teen Choice Awards              | filmový objev roku                       | Nejdelší jízda     | nominace  |
| 2016 | Teen Choice Awards              | nejlepší filmový herec: teenagerský film | Sebevražedný oddíl | nominace  |